# Caribbiantes
Caribbiantes is een geslacht van hooiwagens uit de familie Biantidae.
De wetenschappelijke naam Caribbiantes is voor het eerst geldig gepubliceerd door Silhavý in 1973. 

## Soorten
Caribbiantes is monotypisch en omvat slechts de volgende soort:
- Caribbiantes cubanus